# 内圣外王
内圣外王是儒家思想观点。最早出现自道家典籍《庄子·天下篇》“是故内圣外王之道，闇而不明，鬱而不发，天下之人各为其所欲焉，以自为方。”后被儒家所發揮，其含义指的是个人修养与政治主张。“内圣”，即将道藏于内心自然无为；“外王”，即将道显示于外，推行王道。“内圣外王”，意谓内有圣人之德，外施王者之政，即人格理想以及政治理想两者的结合。其中，“内圣”是体，外王则是用。

## 思想内涵
作为儒家思想之一，孔子时代并没有明确提出“内圣外王”这一概念，而《庄子·天下篇》明确提出了“内圣外王之道”，但其思想内涵与孔子在《大学》所提到的“大学之道，在明明德，在亲民，在止于至善”这一统治天下的准则，即把个人修身的好坏看成政治好坏的关键这一观点相吻合，三大纲领中的“格物、致知、诚意、正心、修身、齐家、治国、平天下”八个条目（步骤）被视为实现儒家“内圣外王”的途径，其中格物致知、诚意正心、修身被视为内圣之业，而齐家治国平天下则被视为外王之业。“内圣外王”这一儒家思想也对中国的政治、伦理、文化以及哲学等产生重要影响。

## 历史发展
孔子以德才把人划分为君子与小人两类，并让有德才之人居于高位，在其“六艺”教育中，把礼、乐、书、数分为文，把射、御分为武。可见其重视文武并重。但是随着历史的发展，儒家思想出现了重文轻武、内圣强外王弱的局面。儒家“内圣外王”理论形成与发展历史可分为：宋代改革派与功利派阶段；明代心学与实学阶段；清代提倡实学阶段，清王朝末期在欧洲列强的打击下出现洋务派与民族资产阶级改良派阶段；民国时期三民主义、当代新儒家文化现象出现阶段这几个过程。

## 影响
“内圣外王”作为一种人格理想和政治理想，其强调的是在既定的社会体制下的自身修行，并不对外部社会制度有所诉求，要求制度的建设与改善，即要求完善自己的精神层次，但不要求外部制度对人身的保障。与西方民主、宪政、自由主义制度相比，“内圣外王”中的通过内修的济世功用，以实现个人理想和达济社会，进而达到王道社会这一中国传统政治理想，馬克思主義史學家認為，在中国封建社会，由于专制皇权导致人治膨胀而法治不及，加上其思想主张缺少分权制衡、社会制度建构的非正义性而导致其实施起来较难，常常出现“内圣不外王，外王不内圣”的局面，是一种政道有余但治道不足的表现。

## 外部連結
- 黃俊傑：〈內聖與外王─—儒學傳統中道德政治觀念的形成與發展 （页面存档备份，存于）〉
- 吳震：〈對「內聖外王」的一種新詮釋〉（2010）
- 李明輝：〈由「內聖」向「外王」的轉折──現代新儒家的政治哲學 （页面存档备份，存于）〉